# Fulton Motor Truck Company

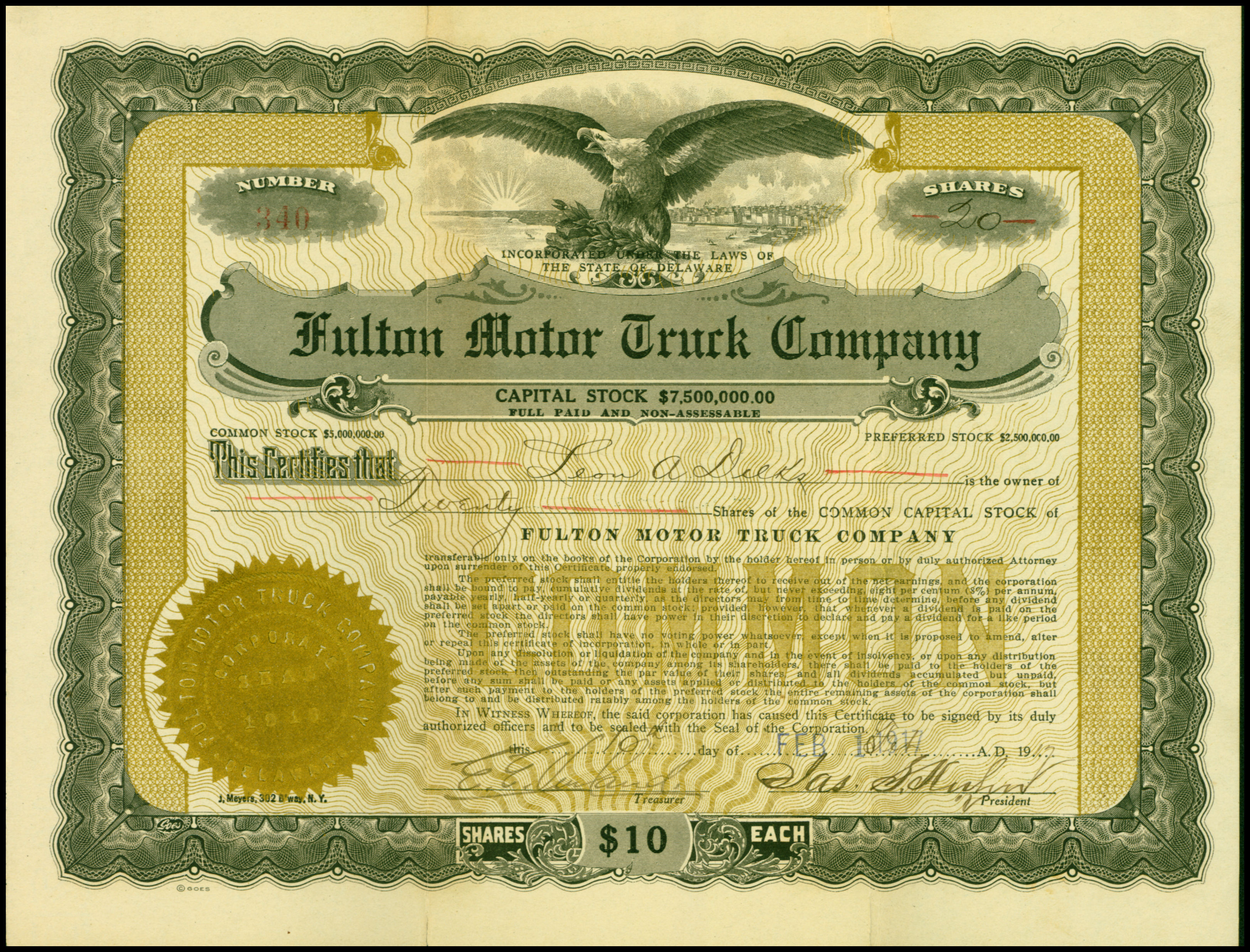
Aktie der Fulton Motor Truck Company vom 1. Februar 1917

Fulton Motor Truck Company, vorher Clyde Motor Truck Company, war ein US-amerikanischer Hersteller von Kraftfahrzeugen.

## Unternehmensgeschichte
Das Unternehmen wurde 1916 im US-Bundesstaat New York gegründet. 1917 erfolgte die Umfirmierung. Hauptsächlich stellte es Nutzfahrzeuge her. 1920 entstand auch ein Personenkraftwagen. Der Markenname lautete Fulton. 1925 endete die Produktion.

## Fahrzeuge
Der Pkw blieb ein Prototyp. Er war für ein US-Fahrzeug relativ klein. Er hatte Rechtslenkung und war für den Export vorgesehen. Ein Vierzylindermotor trieb das Fahrzeug an.
Die Lastkraftwagen hatten ebenfalls Vierzylindermotoren. Sie boten Nutzlasten von ein bis zwei Tonnen. Das erste Modell hatte eine bis anderthalb Tonnen Nutzlast. Sein Motor leistete 30 PS. Auffallend war der runde Kühlergrill. Für 1919 sind Nutzlasten von 1,5 und 2,5 Tonnen bekannt. 1925 bestand das Sortiment aus Model A mit einer Tonne Nutzlast und Model C mit zwei Tonnen Nutzlast. Gemeinsamkeit war der Radstand von 348 cm und ein Vierzylindermotor von Buda vom Typ WTU.